# Rio Bulz
O Rio Bulz é um rio da Romênia afluente do Rio Crişul Pietros, localizado no distrito de Bihor.